# Докторски, Генри
Ге́нри Докто́рски (англ. Henry Doktorski III, род. 30 января 1956, Нью-Брансуик, Нью-Джерси) — американский аккордеонист и музыковед. В составе Питтсбургского симфонического оркестра выступал и записывал альбомы с Мстиславом Ростроповичем, Гилом Шэхэмом и Ицхаком Перлманом. Выступал под руководством таких дирижёров, как Лорин Маазель, Джон Уильямс, Марис Янсонс, Джулиус Рудель, Дэвид Дель Тредичи и Говард Шор.

## Ранние годы
Генри Докторски родился в Нью-Брансуике (штат Нью-Джерси) в семье польских эмигрантов. 

## Музыкальная деятельность

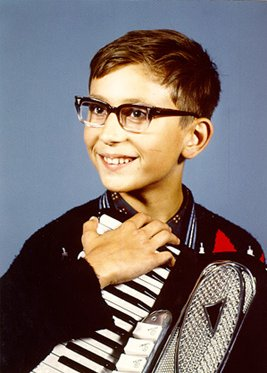
Генри Докторски в 1966 году

Принял участие в записи шести альбомов. В 1997 году в составе Питтсбургского симфонического оркестра под управлением Джона Уильямса сыграл на аккордеоне для альбома Sony Classical Records Cinema Serenade, в записи которого также принял участие Ицхак Перлман. Альбом попал в чарт Billboard Classical Crossover Albums, где оставался в течение 92 недель и поднялся до верхней строчки.
В 2006 году Докторски закончил работу над первым диском полного собрания сочинений Пьетро Диеро, известного как «отец аккордеона». Первый том называется «Праздничные польки Пьетро». Генри Докторски пишет, что «Музыка этих полек (18) очень разнообразна, написана в юмористическом стиле, интересна с музыкальной точки зрения и идеально подходит для исполнения на аккордеоне. Она завораживает наш слух очаровательными мелодиями и фантастической техникой».

## Музыковедческая деятельность

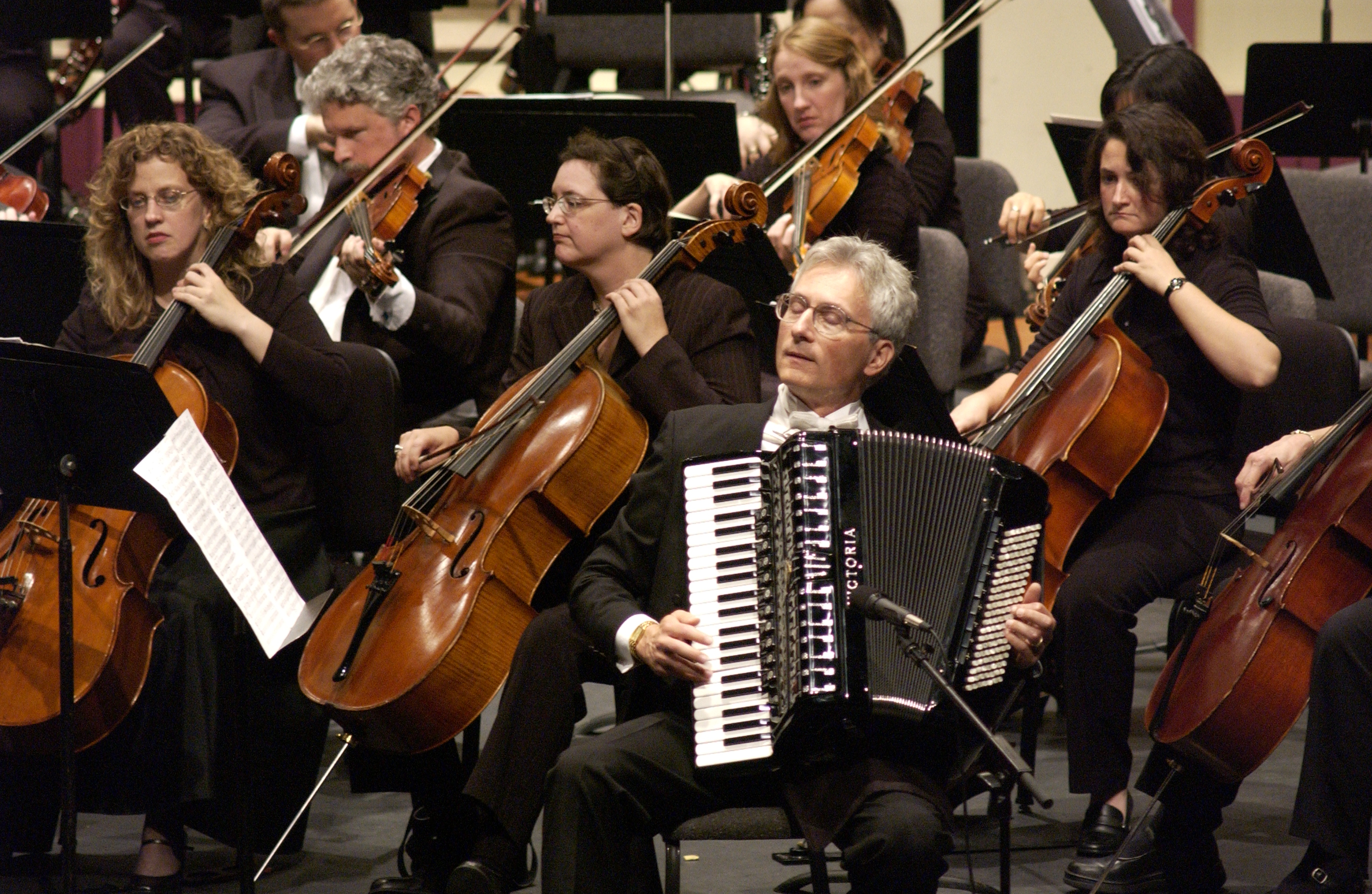
Генри Докторски выступает в составе Нового филармонического оркестра в Глен-Эллен, Иллинойс (19 сентября 2005 года)

В общей сложности Докторски написал более 130 рецензий и несколько десятков статей. Публиковался в таких изданиях, как научный журнал Music Theory-Explorations and Applications, Rolling Stone, нью-эйдж журнал Uzubuh, датский музыкальный журнал Harmonikacentret, The Pittsburgh Catholic, Playboy и USA Today. Исследовательская работа Докторски The Classical Squeezebox — A Short History of the Accordion in Classical Music была опубликована в британском международном журнале Musical Performance.
Докторски является автором книги The Brothers Deiro and Their Accordions (первой биографии пионеров аккордеона Гидо Диеро и Пьетро Диеро) и учебника How To Play Diatonic Button Accordion Method Book & CD, опубликованного издательством Santorella Publications. Докторски также составил музыкальную антологию Complete Works of Guido Deiro (опубликованную в 2008 году издательством Mel Bay Publications) и выступил автором CD буклетов для лейблов Bridge Records и Archeophone Records.
Докторски является членом консультативного и редакционного совета The Center for the Study of Free-Reed Instruments Городском университете Нью-Йорка.

## Личная жизнь
По вероисповеданию Докторски — кришнаит. В 1978 году получил духовное посвящение от Киртанананды Свами — одного из первых учеников Бхактиведанты Свами Прабхупады (1896—1977). До 1994 года был членом кришнаитской общины Нью-Вриндаван в Западной Виргинии. Является автором двух книг по истории Нью-Вринадавана и кришнаизма в США. С 1994 года проживает в Питтсбурге.

## Критика
В 1993 году Джозеф Маклеллан из The Washington Post назвал альбом A Classical Christmas «наиболее интересной коллекцией рождественской музыки этого года». В 2004 году Кен Смит из журнала Gramophone высоко отозвался о двойном альбоме Генри Докторски Vaudeville Accordion Classics, на котором Докторски исполнил композиции 1910-х и 1920-х годов. Смит нашёл альбом привлекательным для современных слушателей и назвал исполнение Генри Докторски «совершенным».

## Дискография
- A Classical Christmas с Питтсбургским камерным оркестром (Alanna Records, 1993)
- Music by George Gershwin с Duquesne Chamber Players (Alanna Records, 1998)[10]
- Vaudeville Accordion Classics: The Complete Works of Guido Deiro (2003, Bridge Records) — сольный альбом.
- Classical Accordion Recital (2005, The Classical Free-Reed, Inc.) — сольный альбом.
- Celebrated Polkas by Pietro Deiro (2006, The Classical Free-Reed, Inc.) — сольный альбом.
- Ave Maria: Hymns to Mary (2007, The Classical Free-Reed, Inc.) — сольный альбом.